# Boargrabenbach
Der Boargrabenbach, auch Hösslbach genannt, ist ein rund 1,6 Kilometer langer, rechter Nebenfluss der Kainach in der Steiermark.

## Verlauf
Der Boargrabenbach entsteht im nördlichen Teil der Gemeinde Kainach bei Voitsberg, nordwestlich der Ortschaft Gallmannsegg am nordwestlichen Hang des Berges Gallmannsegg. Er fließt den Großteil seines Laufes in einem Linksbogen, ehe er kurz vor seiner Mündung in die Kainach in einem Rechtsbogen fließt. Insgesamt verläuft sein Lauf nach Südosten. Nordnordwestlich von Gallmannsegg mündet er nordnordöstlich des Hofes Sadner in die Kainach, die danach gerade aus weiter fließt. Auf seinen Lauf nimmt der Schlögelgrabenbach von rechts den Kolbbach sowie drei unbenannte Wasserläufe auf.